# Савой (готель, Вінниця)
Готель «Савой» — будинок у Вінниці на центральній вулиці Соборній, пам'ятка архітектури місцевого значення, один з неофіційних символів та ідентифікаторів міста.

## Передумови
У 1793 році на місці розташування готелю «Савой» розпочалось будівництво міської канцелярії (очевидно, це було приміщення для міської думи та магістрату), яке разом із будинком губернського дворянського зібрання та губернаторською резиденцією (на місці сучасного кінотеатру ім. Коцюбинського), не було закінчено. Причиною стала ліквідація Брацлавського намісництва в 1796 році та позбавлення міста Вінниці губернського статусу. Остання чверть XIX століття для Вінниці стає переломною. Унаслідок будівництва Києво-Балтської залізниці та розташування стратегічних військових одиниць, а саме Кримського 73-го піхотного полку, місто набирає економічної, політичної та культурної ваги. Економічна привабливість міста народжує розвиток готельного бізнесу. Перлиною цього процесу стає початок будівництва «Савою» в 1912 році.

## Історія
Будівництво було розпочато в 1912 році коштом та на землі вінницького купця, почесного громадянина Вінниці Беріша Лехтмана на розі Миколаївського проспекту (нині вулиця Соборна) та вулиці Богдана Хмельницького (нині вулиця Миколи Оводова). Часто в джерелах фігурує помилкова дата завершення будівництва в 1912 році. Цю похибку дуже легко спростовують тогочасні фото та архівні документи.
«Савой» — перша шестиповерхова будівля у Вінниці. «Рідним» забарвленням готелю був колір «слонової кістки» (свій звичний для вінничан блакитний колір готель отримав на початку 1980-х років). Крім цього, в споруді нового готелю вперше в місті з'явились електричний ліфт, центральне водопостачання та каналізація, подача гарячої води та електроосвітлення та асфальт (ним було вкрито ділянку тротуару перед головним входом, прикрашеним двома мармуровими левами).
Архітектором був Григорій Григорович Артинов (ймовірна участь архітектора Мойсея Ароновича Ваксмана є вінницькою легендою, джерелом якої було виключно припущення краєзнавця Павла Давидовича Карлінера: М. А. Ваксман до 1914 р. був студентом, закінчував знамените училище у Дармштадті і під час навчання брав участь у деяких вінницьких проектах, що стало приводом для легенд). Автором ескізів оздоблення та розпису ресторану на другому поверсі при готелі «Савой» вважають українського архітектора, творця українського архітектурного модерну Василя Григоровича Кричевського. За неперевіреною інформацією, мав відношення до будівництва «Савою» ще один відомий вінницький архітектор Краузе.
Загальна стилістична ідея «Савою» — модерн з елементами необароко. Будівля настільки вдало вкраплена в загальну ідею центральної вулиці міста, що й досі залишається її домінантою. Готель ставав до ладу поступово. Вже в 1914 тут працює ресторан, а в грудні 1914 Лехтман сплатив за готель перший податок. Через рік, в грудні 1915 власник подав податкову довідку, де відзначалось, що він співпрацює з 7 орендарями, що займають 67 кімнат. Крім ресторану на 2-му поверсі, готель мав перукарню, кондитерську, квіткову та інші крамниці на першому поверсі. Окрім того, на шостому мансардному поверсі існував зимовий сад.
Майже у всіх спогадах про Вінницю початку XX століття знайшлось місце готелю. Так, командуючий 8-ю армією, генерал Брусилов у своїх спогадах згадує про «…шестиэтажную гостиницу с лифтом и электричеством…», а ось що писав про готель відомий український хоровий диригент Олександр Кошиць у квітні 1914:
|  | Я зупинився в готелі «Савой», поверхом нижче Вільшанського. Цей готель вразив мене надзвичайно. Такого не можна було знайти навіть у Києві. Чудова нова будова, ліфт, прекрасні просторі кімнати з ваннами й стильовим умеблюванням, чудова тренована прислуга і прекрасний ресторан. А коли я вийшов на балкон з номера Вільшанського на п’ятому поверсі, то просто не міг очей одірвати від тої картини, яка розсідлалась перед мною. Все місто наче на долоні, а кругом його — ясний, світлий Буг в зелених берегах |

В 1916—1917 у «Савої» квартирують офіцери Ескадри Повітряних Кораблів — першої у світі ескадри бомбардувальників «Ілля Муромець», яка була переведена до Вінниці з Пскова. Цікаво, що в готелі жив «батько» вертолітобудування Ігор Іванович Сікорський.
2 лютого 1919 року внаслідок подій Другої українсько-більшовицької війни Директорія Української Народної Республіки на чолі з Володимиром Винниченком переїхала до Вінниці. Місто на місяць стає тимчасовою столицею УНР, а готель «Савой» стає де-факто будівлею «Кабінету Міністрів», адже всі апартаменти очільників міністерств зосереджувались саме в «блакитній перлині» міста. Упродовж лютого відбуваються засідання міністрів, приймаються міждержавні делегації, а 13 лютого 1919 в стінах готелю зрікається своєї політичної кар'єри Винниченко. Саме тоді Головний отаман військ УНР Симон Васильович Петлюра стає фактично одноосібним керівником Директорії.
13 лютого 1919 р. робочий кабінет у «Савої» отримує новий міністр юстиції та заступник Голови Ради Народних Міністрів Дмитро Васильович Маркович — відомий юрист, письменник та активіст кооперативного руху. Він активно приступив до законотворчої діяльності та впорядкування правових засад громадянського суспільства: проведено чистку судового та прокурорського апарату, прийнято ряд законів, зокрема про утворення Найвищого суду УНР, що складався з трьох департаментів: адміністративного, цивільного та карного, голови яких підпорядковувались Найвищому судді.
В березні 1919 року в готелі знаходився штаб Першої Української Радянської дивізії, якою командував Микола Щорс, а в серпні того ж року «Савой» приймає офіцерів Начальної Команди Української Галицької Армії. Під час офіційного візиту першого голови відродженої Польської держави Юзефа Пілсудського до Вінниці 16 травня 1920 року в протоколі церемоніалу зазначено, що обід Петлюри з Пілсудським відбувся в ресторані готелю. З серпня 1920 року в «Савої» засідає губернський ревком, а з остаточним встановленням радянської влади в місті приміщення передають профспілковій Раді (лютий 1921) і перейменовують у Палац праці, хоча він і далі виконує функції фешенебельного готелю.
Відношення місцевої влади в радянський період ідеально характеризує позиція історика архітектури 1920-х років міста Вінниці Олександра Бирулі: «Для сучасного мешканця міста, що проходить повз цього будинку щодня, всі ці оздоби чола зайві, він їх не бачить за швидким темпом сучасного життя. Але ж, пильно приглядаючись до будинку, можна побачити, що форма та стиль будинку не відповідають місцю його розташування».
Трагічним для готелю став період окупації міста в 1941—1944 рр. 1 вересня 1941 біля стін готелю відбувся показовий розстріл 20 полонених офіцерів, серед них — голова військового трибуналу 133-го стрілецького корпусу Л. Куперман. Улітку 1943 вікна 1 поверху «Савою» демонстрували жителям міста жахи «Вінницької трагедії». Там виставляли фотозвіти з розкопок та фотографії знайдених речей на тілах невинно замучених НКВС-івцями. 
Під час боїв за місто в березні 1944 року готель постраждав від артобстрілів та авіанальотів як німецьких, так і радянських військ. Унаслідок пожежі був знищений 6-й мансардний поверх, а від готелю залишились лише стіни та перекриття. Повністю будівлю відновили через 9 років — в січні 1953 року. Тоді ж «Савой» змінює назву на «Україну».

## Сучасний стан

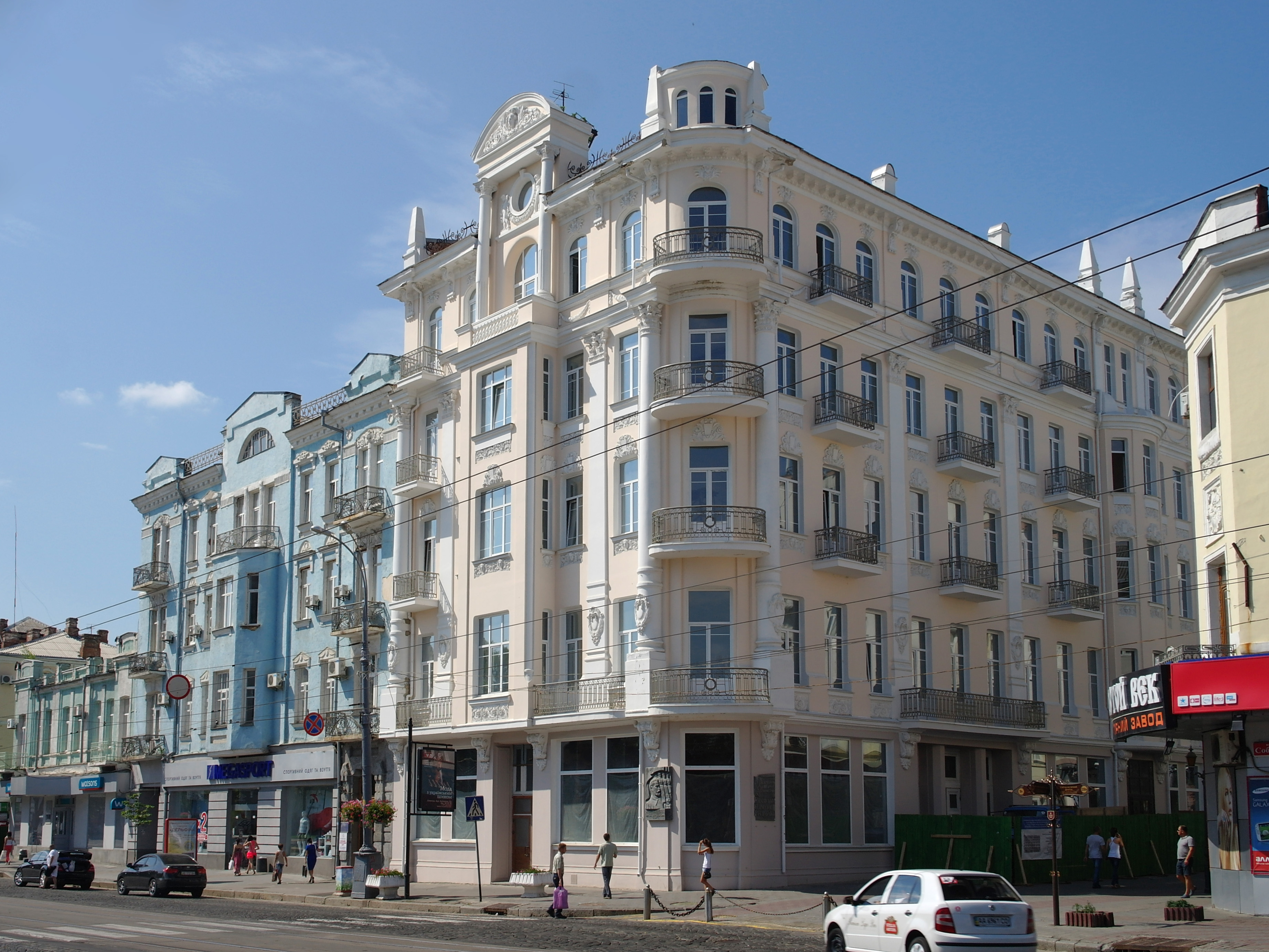
Готель «Савой», сучасний вигляд

Неофіційно назва готелю «Савой» була повернута в 1990-х роках. Тоді ж була встановлена пам'ятна дошка про перебування Директорії.
24 березня 2010 року конкурсна комісія Управління спільної комунальної власності Вінницької обласної ради визнала компанію «Bosfor» (Туреччина) переможцем конкурсу на право оренди майнового комплексу готелю «Савой». Турецька компанія була єдиним учасником конкурсу і запропонувала облраді виплачувати щомісяця 65 тис. гривень орендної плати за 5-поверховий готель на 43 номери загальною площею 2,689 тис. кв. За умовами конкурсу, власники конкурсу отримали право оренди приміщення строком на 25 років.
Але несподівано після конкурсу турецькі орендарі відмовились від готелю, і 30 червня того ж року рішенням Вінницької обласної Ради № 1072 будівлю було здано в оренду у зв'язку з клопотанням Вищого адміністративного суду України для розміщення Вінницького апеляційного адміністративного суду, який обслуговує чотири області. Готель залишається у спільній власності територіальних громад.
З грудня 2011 року офіційно розпочався ремонт історичної будівлі колишнього готелю «Савой». За словами голови суду Віталія Кузьмишина, в 2012 році передбачено витратити на ремонт 10 мільйонів гривень з державного бюджету (з 22 мільйонів, які заплановано на капітальний ремонт).
До кінця грудня 2011 віконні рами були замінені на якісніші пластикові склопакети з імітацією поверхні деревини. Планується відбудова мансардного поверху, який згорів в 1944 році, та зовнішня реставрація будівлі. Після завершення зовнішніх робіт почнеться ремонт всередині приміщення. Переїхати у відремонтоване приміщення апеляційний адміністративний суд планує в кінці 2013 року. На першому поверсі відремонтованого «Савою» буде влаштовано музей.
9 лютого інтернет-спільнотою «Історія Вінниці» був проведений історично-літературний вечір «Савой: повернення», де власники будівлі підтвердили свої наміри щодо реконструкції.